# Carmine Gautieri
Carmine Gautieri (Napoli, 20 luglio 1970) è un allenatore di calcio ed ex calciatore italiano, di ruolo centrocampista o attaccante.

## Biografia
È soprannominato Gaucho.
Ha due figli: Marco che è un giocatore di calcio, di ruolo difensore, e Marianna che fa la influencer.

## Caratteristiche tecniche

### Giocatore
Veniva schierato come ala destra, con compiti prevalentemente offensivi, pur adattandosi a giocare anche come centrocampista esterno.

### Allenatore
Adotta di preferenza il 4-3-3, sulla base della propria esperienza agli ordini di Zdeněk Zeman. Difesa con quattro difensori in linea, con i terzini che scendono spesso in attacco, un mediano davanti alla difesa, due interni che spingono molto in attacco e due veloci attaccanti a supporto dell'unica punta. Il tecnico campano dunque punta tantissimo sul bel gioco e sulla motivazione dei propri giocatori, e che ci siano sempre equilibrio e propositività in campo.

## Carriera

### Giocatore

Gautieri (in primo piano) al Bari nel 1995, contrastato dal cagliaritano Bisoli

Gautieri inizia a giocare nel Campania (1987-1988), da cui passa all'Empoli. Dopo un biennio alla Turris, rientra a Empoli mettendo a segno 10 reti nella Serie C1 1991-1992 e attirando l'attenzione del Cesena, che lo acquista e lo fa esordire in Serie B. Nel 1993 approda al Bari, con cui ottiene la promozione in Serie A, ed esordisce nella massima serie l'anno successivo, contribuendo alla salvezza della formazione pugliese allenata da Giuseppe Materazzi.
Rimane al Bari fino al 1996, quando in seguito alla retrocessione in Serie B viene ingaggiato in scadenza di contratto dal Perugia. Con gli umbri, neopromossi in Serie A, colleziona la seconda retrocessione consecutiva, e nel 1997 viene acquistato dalla Roma, su richiesta di Zdeněk Zeman, per 4 miliardi di lire. Rimane per due stagioni come rincalzo agli ordini del tecnico boemo (43 presenze e 8 reti), e nel settembre 1999, complice l'arrivo di Fabio Capello sulla panchina giallorossa, viene ceduto al Piacenza insieme al compagno di squadra Francesco Statuto.
Con la squadra emiliana non evita la retrocessione in Serie B, categoria nella quale viene riconfermato sotto la guida di Walter Novellino. Nella stagione 2000-2001 contribuisce al ritorno in Serie A del Piacenza con 5 reti in 35 partite, e nell'annata successiva mette a segno 7 reti nella massima serie (record personale). A fine stagione si svincola dal Piacenza per passare all'Atalanta, dove rimane per due stagioni conquistando la promozione in Serie A al termine del campionato 2003-2004. Durante questo campionato si rese protagonista di un episodio curioso nella partita Avellino-Atalanta: l'arbitro Dondarini assegnò un rigore agli irpini e durante le proteste vibranti dei giocatori dell'Atalanta che ne seguirono, Gautieri cancellò il dischetto di rigore con i piedi formando una piccola buca. Questo episodio gli costò un deferimento.
Nell'estate 2004 viene acquistato dal Lecce, dove ritrova Zeman, ma prima dell'inizio del campionato ritorna all'Atalanta per motivi familiari, dove gioca una prima parte di stagione da rincalzo segnando due reti. A gennaio scende in Serie C1 passando al Napoli, squadra della sua città natale, ma la sua permanenza dura appena un mese (5 presenze e 1 gol), e alla chiusura del mercato torna al Piacenza, questa volta in Serie B.
Nel 2005 si trasferisce al Pescara, dove rimane per due stagioni in Serie B: nella prima (2005-2006) ottiene un piazzamento di centroclassifica, mentre nel campionato 2006-2007 gli abruzzesi concludono all'ultimo posto. Dopo la retrocessione, il 3 agosto 2007 firma per il Francavilla (Eccellenza Abruzzo) con il doppio ruolo di giocatore e responsabile tecnico delle giovanili per la stagione successiva; venti giorni dopo decide di lasciare la squadra abruzzese per accasarsi al Sorrento, militante in Serie C1. Con la squadra rossonera conclude la sua carriera da calciatore.

### Allenatore
Dal 18 luglio 2008 è allenatore in seconda del Potenza, squadra di Lega Pro Prima Divisione, con delega al settore giovanile. L'11 settembre ne diventa allenatore alla terza giornata di campionato a causa dell'esonero di Odoacre Chierico. Il 17 novembre dello stesso anno viene esonerato con la squadra ultima in classifica a seguito di 2 vittorie, 3 pareggi e 5 sconfitte in 10 gare. Il 30 ottobre 2009 subentra a Salvatore Vullo sulla panchina dell'Olbia, rimanendovi fino al termine della stagione, portando la squadra all'ottavo posto finale.
Dopo un anno di pausa, il 23 giugno 2011 assume l'incarico di allenatore degli Allievi nazionali dell'Empoli, tuttavia dopo pochi giorni, il 5 luglio viene esonerato.
Esattamente un mese dopo, il 23 luglio viene ufficializzata da parte del Lanciano la nomina di Gautieri come nuovo allenatore della squadra frentana, firmando un contratto annuale. Con gli abruzzesi ottiene la promozione in Serie B, la prima della società, dopo i play-off vinti contro il Trapani, e il 16 giugno 2012 la società gli rinnova il contratto per altri due anni. Il 30 maggio 2013, dopo aver ottenuto la salvezza nel campionato cadetto, rescinde il suo contratto con il Lanciano, e il 15 luglio successivo passa sulla panchina del Bari. Dopo meno di un mese, il 3 agosto rassegna le sue dimissioni da allenatore dei biancorossi. A comunicarlo è la società sul proprio sito ufficiale e le motivazioni sono legate a problemi familiari dell'allenatore campano.
Il 25 novembre diventa il nuovo allenatore del Varese in sostituzione dell'esonerato Stefano Sottili. Il 15 marzo 2014, dopo la sconfitta in casa per 3-0 subita dal Padova, viene esonerato insieme a tutto il suo staff e sostituito dallo stesso Stefano Sottili. Il 4 luglio 2014 viene nominato allenatore del Livorno, sostituendo il dimissionario Davide Nicola.
Il 4 gennaio 2015, nonostante la squadra in piena zona play-off, viene esonerato e sostituito da Ezio Gelain. Il 7 marzo 2016 subentra ad Andrea Chiappini sulla panchina del Latina, nuovamente in Serie B, portando la squadra alla salvezza all'ultima giornata con 46 punti, uno sopra la zona play-out. Il 3 giugno decide di lasciare il club nonostante la proposta di rinnovo.
Il 22 gennaio 2017 viene ingaggiato dalla Ternana, per sostituire il dimissionario Benito Carbone, con un contratto fino a giugno con rinnovo automatico in caso di salvezza in Serie B; ma dopo una vittoria (contro il Cittadella all'esordio) e sei sconfitte di fila, viene esonerato il 6 marzo in favore di Fabio Liverani. Nel giugno seguente diventa il nuovo allenatore del Pisa, in Serie C; l'esperienza con i nerazzurri toscani dura fino al 19 ottobre seguente, quando viene esonerato dopo l'eliminazione dalla Coppa Italia Serie C per mano del Pontedera e con la squadra al 5º posto in classifica.
Il 14 ottobre 2019 firma un contratto con la Triestina per subentrare sulla panchina giuliana in Serie C al posto di Nicola Princivalli, ottenendo l'ottavo posto finale, uscendo dai play-off agli ottavi di finale contro il Potenza perdendo 1-0. Al termine della stagione viene confermato sulla panchina alabardata per le successive due stagioni, firmando un biennale. Il 30 novembre 2020 viene esonerato e sostituito da Giuseppe Pillon, dopo il pareggio per 2-2 contro il Carpi, lasciando la squadra al 5º posto in classifica a meno cinque punti dal primo posto.
Il 17 febbraio 2022 diventa il nuovo allenatore dell'Avellino, in quel momento 4º in Serie C con 45 punti, rimpiazzando l'esonerato Piero Braglia, legandosi al club irpino con un contratto fino a giugno, con opzione di rinnovo in caso di promozione in Serie B o di raggiungimento della finale playoff. Chiude la stagione regolare al 4º posto mentre nei playoff viene eliminato dal Foggia al secondo turno (1-2). Il 23 gennaio 2023 viene nominato nuovo tecnico del Sangiuliano City, in Serie C, rimpiazzando Andrea Ciceri; viene esonerato il successivo 23 aprile, quando viene richiamato lo stesso Ciceri.
Il 17 agosto 2024 viene nominato tecnico del Taranto in Serie C, sostituendo l’esonerato Ezio Capuano, firmando un contratto annuale con opzione di rinnovo annuale in caso di salvezza. Il 1° novembre si ammala e presenta un certificato medico, la squadra viene affidata, in sua vece, al tecnico della Primavera Michele Cazzarò con cui ottiene due vittorie consecutive. Il 13 novembre 2024 viene esonerato dal club rossoblù.

## Statistiche

### Statistiche da allenatore
Statistiche aggiornate al 14 novembre 2024.
| Stagione               | Squadra                | Campionato             | Campionato | Campionato | Campionato | Campionato | Coppe nazionali | Coppe nazionali | Coppe nazionali | Coppe nazionali | Coppe nazionali | Coppe continentali | Coppe continentali | Coppe continentali | Coppe continentali | Coppe continentali | Altre coppe | Altre coppe | Altre coppe | Altre coppe | Altre coppe | Totale | Totale | Totale | Totale | % Vittorie | Piazzamento |
| Stagione               | Squadra                | Comp                   | G          | V          | N          | P          | Comp            | G               | V               | N               | P               | Comp               | G                  | V                  | N                  | P                  | Comp        | G           | V           | N           | P           | G      | V      | N      | P      | %          | Piazzamento |
| ---------------------- | ---------------------- | ---------------------- | ---------- | ---------- | ---------- | ---------- | --------------- | --------------- | --------------- | --------------- | --------------- | ------------------ | ------------------ | ------------------ | ------------------ | ------------------ | ----------- | ----------- | ----------- | ----------- | ----------- | ------ | ------ | ------ | ------ | ---------- | ----------- |
| set.-nov. 2008         | Potenza                | 1D                     | 10         | 2          | 3          | 5          | CI-LP           | -               | -               | -               | -               | -                  | -                  | -                  | -                  | -                  | -           | -           | -           | -           | -           | 10     | 2      | 3      | 5      | 20,00      | Sub., eson. |
| ott. 2009-2010         | Olbia                  | 2D                     | 24         | 6          | 13         | 5          | CI-LP           | -               | -               | -               | -               | -                  | -                  | -                  | -                  | -                  | -           | -           | -           | -           | -           | 24     | 6      | 13     | 5      | 25,00      | Sub., 8º    |
| 2011-2012              | Virtus Lanciano        | 1D                     | 34+4       | 15+2       | 9+2        | 10+0       | CI+CI-LP        | 1+4             | 0+3             | 0+0             | 1+1             | -                  | -                  | -                  | -                  | -                  | -           | -           | -           | -           | -           | 43     | 20     | 11     | 12     | 46,51      | 4º (prom.)  |
| 2012-2013              | Virtus Lanciano        | B                      | 42         | 9          | 21         | 12         | CI              | 1               | 0               | 0               | 1               | -                  | -                  | -                  | -                  | -                  | -           | -           | -           | -           | -           | 43     | 9      | 21     | 13     | 20,93      | 18º         |
| Totale Virtus Lanciano | Totale Virtus Lanciano | Totale Virtus Lanciano | 80         | 26         | 32         | 22         |                 | 6               | 3               | 0               | 3               |                    | -                  | -                  | -                  | -                  |             | -           | -           | -           | -           | 86     | 29     | 32     | 25     | 33,72      |             |
| nov. 2013-mar. 2014    | Varese                 | B                      | 14         | 4          | 4          | 6          | CI              | 1               | 0               | 0               | 1               | -                  | -                  | -                  | -                  | -                  | -           | -           | -           | -           | -           | 15     | 4      | 4      | 7      | 26,67      | Sub., Eson. |
| 2014-gen. 2015         | Livorno                | B                      | 21         | 8          | 7          | 6          | CI              | 1               | 0               | 0               | 1               | -                  | -                  | -                  | -                  | -                  | -           | -           | -           | -           | -           | 22     | 8      | 7      | 7      | 36,36      | Eson.       |
| mar.-giu. 2016         | Latina                 | B                      | 12         | 2          | 6          | 4          | CI              | -               | -               | -               | -               | -                  | -                  | -                  | -                  | -                  | -           | -           | -           | -           | -           | 12     | 2      | 6      | 4      | 16,67      | Sub., 16º   |
| gen.-mar. 2017         | Ternana                | B                      | 7          | 1          | 0          | 6          | CI              | -               | -               | -               | -               | -                  | -                  | -                  | -                  | -                  | -           | -           | -           | -           | -           | 7      | 1      | 0      | 6      | 14,29      | Sub., Eson. |
| lug.-ott. 2017         | Pisa                   | C                      | 9          | 4          | 4          | 1          | CI+CI-C         | 2+1             | 1+0             | 0+0             | 1+1             | -                  | -                  | -                  | -                  | -                  | -           | -           | -           | -           | -           | 12     | 5      | 4      | 3      | 41,67      | Eson.       |
| ott. 2019-2020         | Triestina              | C                      | 18+3       | 9+2        | 3+0        | 6+1        | CI-C            | 2               | 1               | 0               | 1               | -                  | -                  | -                  | -                  | -                  | -           | -           | -           | -           | -           | 23     | 12     | 3      | 8      | 52,17      | Sub., 8°    |
| set.-nov. 2020         | Triestina              | C                      | 13         | 6          | 3          | 4          | CI              | 2               | 1               | 0               | 1               | -                  | -                  | -                  | -                  | -                  | -           | -           | -           | -           | -           | 15     | 7      | 3      | 5      | 46,67      | Eson.       |
| Totale Triestina       | Totale Triestina       | Totale Triestina       | 34         | 17         | 6          | 11         |                 | 4               | 2               | 0               | 2               |                    | -                  | -                  | -                  | -                  |             | -           | -           | -           | -           | 38     | 19     | 6      | 13     | 50,00      |             |
| feb.-giu. 2022         | Avellino               | C                      | 11+1       | 6          | 2          | 3+1        | CI-C            | -               | -               | -               | -               | -                  | -                  | -                  | -                  | -                  | -           | -           | -           | -           | -           | 12     | 6      | 2      | 4      | 50,00      | Sub., 4º    |
| gen.-apr. 2023         | Sangiuliano City       | C                      | 15         | 5          | 3          | 7          | CI-C            | -               | -               | -               | -               | -                  | -                  | -                  | -                  | -                  | -           | -           | -           | -           | -           | 15     | 5      | 3      | 7      | 33,33      | Sub., Eson. |
| ago. 2024-nov. 2025    | Taranto                | C                      | [ 45 ]     | -          | -          | -          | CI-C            | -               | -               | -               | -               | -                  | -                  | -                  | -                  | -                  | -           | -           | -           | -           | -           | 0      | 0      | 0      | 0      | —          | Sub., Eson. |
| Totale carriera        | Totale carriera        | Totale carriera        | 238        | 81         | 80         | 77         |                 | 15              | 6               | 0               | 9               |                    | -                  | -                  | -                  | -                  |             | -           | -           | -           | -           | 253    | 87     | 80     | 86     | 34,39      |             |